# Anastasija Baburova
Anastasija Baburova, född 30 november 1983 i Sevastopol, död 19 januari 2009 i Moskva, var en rysk journalist och politisk aktivist. Hon arbetade på tidningen Novaja Gazeta och kartlade bland annat nynazistiska grupper i Ryssland. 
Den 19 januari 2009 sköts Baburova och juristen Stanislav Markelov ihjäl av en maskerad mördare i centrala Moskva.
I november 2009 greps två högerextremister, med anknytning till rörelsen Rysk nationell enighet, misstänkta för inblandning i mordet.